# Troskovice
Troskovice är en ort i Tjeckien. Den ligger i den centrala delen av landet, 70 km nordost om huvudstaden Prag. Troskovice ligger 348 meter över havet och antalet invånare är 134.
Terrängen runt Troskovice är platt åt sydväst, men åt nordost är den kuperad. Runt Troskovice är det ganska glesbefolkat, med 23 invånare per kvadratkilometer. Närmaste större samhälle är Jičín, 12,3 km sydost om Troskovice. Trakten runt Troskovice består till största delen av jordbruksmark.